# 紋別站
- 關於曾經同名的函館本線車站，請見「中之澤站」。
- 關於室蘭本線的車站，請見「伊達紋別站」。

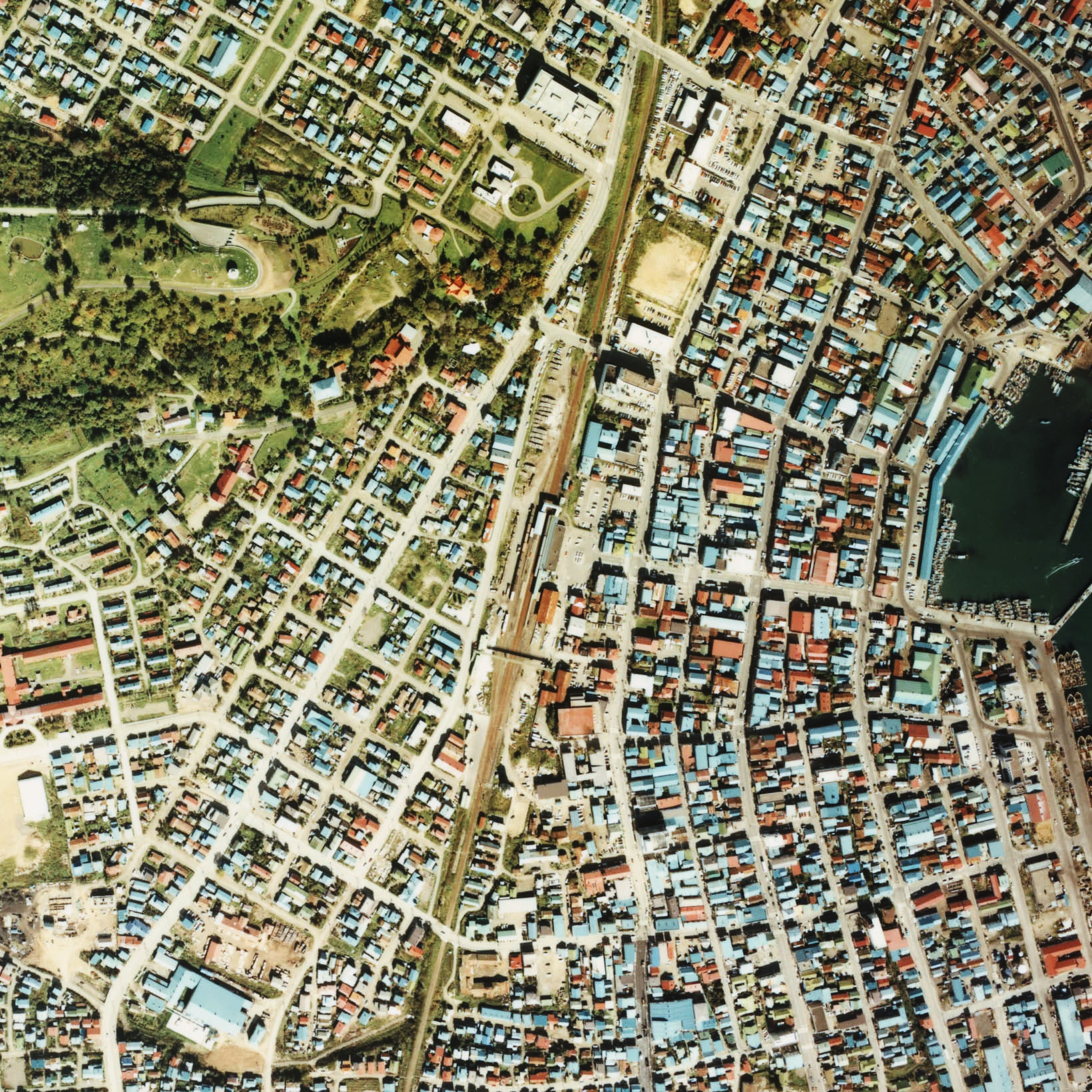
1978年的紋別站與方圓約1公里範圍。下方為遠輕方向。當時設有2面3線的混合式月台（單式、島式月台），外側設有一條貨物專用側線。在車站大樓旁邊的貨物月台設有兩條引込線。鴻紋軌道位於車站南邊的行人天橋附近（車站後方），即是現時旭川地方法務局紋別分局附近。軌道延伸至車站後方南邊的堆場內。在法務局前向南的地方曾經設有軌道。

紋別站（日语：／ Mombetsu eki */?）是位於北海道紋別市幸町四丁目，北海道旅客鐵道（JR北海道）的名寄本線車站（廢站）。隨著名寄本線廢線，車站在1989年（平成元年）5月1日廢除。曾經此站可轉乘日本國有鐵道渚滑線，該線在1985年（昭和60年）4月1日廢除。

## 概要
此站是名寄本線內最大規模車站之一。同時唯一設有綠色窗口的名寄本線中邊站。從札幌站直至紋別站的急行列車「紋別」，以及行走於網走站 - 紋別 - 興部站之間急行「天都」（以網走市的天都山命名）停靠此站。多班渚滑線列車駛入至此站。
此外，在1943年（昭和18年）至1948年（昭和23年）之間，車站後方設有「鴻紋軌道」簡易軌道，該軌道向西南方延伸至藻鼈川上流和鴻之舞礦山，該軌道運送人們和物資。
另外，此站的綠色窗口內沒有MARS，該處使用了MARS 105之K型終端（通稱：簡易MARS）之鐵路電話。

## 歷史
- 1921年（大正10年）3月25日 - 鐵道省名寄東線中湧別至興部之間開通，此站啟用。當時為一般車站。
- 1923年（大正12年）11月5日 - 路線名稱改為名寄本線。
- 1949年（昭和24年）6月1日 - 日本國有鐵道成立，成為日本國有鐵道車站。
- 1968年（昭和43年）10月1日 - 設置貨櫃基地[2]。
- 1971年（昭和46年） - 車站大樓翻新。車站大樓PC建成。
- 1984年（昭和59年）2月1日 - 結束處理貨物和行李。
- 1987年（昭和62年）4月1日 - 伴隨國鐵分割民營化，車站由北海道旅客鐵道（JR北海道）營運。
- 1989年（平成元年）5月1日 - 名寄本線全線廢除，此站也廢除。

## 車站構造
截至車站廢除前，車站是一座地面車站，設有2面3線的混合式月台（單式、島式月台）。當時可進行列車交會。車站大樓一方月台的北邊與島式月台的北邊之間設有跨線橋連接。車站大樓一方的單式月台（東邊）是下行1號月台，該月台設有上蓋。島式月台對向車站大樓的是上行2號月台，背向車站大樓的路軌截至1983年（昭和58年）變成側線（3號線）。3號線外側（西邊）設有兩條舊貨物側線，該處南北各有一條側線。1號月台靠近遠輕一方設有路軌分支，連接車站大樓南邊的貨物月台（缺角式月台）和兩條貨物側線。
此站是職員配置站。車站大樓位於站內東邊，鄰接單式月台中央部分。月台可容納120米。大樓與士別站屬同一規格，都是由混凝土建成。
此站設有「我的旅程印章」。

## 站名的由來
車站名稱取自所在地名，地名源自阿伊努語的「モ・ペッ」（安靜的河流）。上述提及的河流是指元紋別站附近的藻鼈川。

## 使用狀況
- 在1981年度（昭和56年度），1日上下車人次為800人[3]。

## 車站周邊
- 國道238號（日语：国道238号）（鄂霍次克國道）[6]
- 北海道道713號中渚滑紋別停車場線（日语：北海道道713号中渚滑紋別停車場線）（舊·紋別停車場線）[6]
- 紋別市政廳
- 紋別警署（日语：紋別警察署）
- 紋別警署中央交番
- 紋別郵局（日语：紋別郵便局）
- 紋別市立紋別中學[6]
- 紋別市立紋別小學[6]
- 北海道勞動金庫（日语：北海道労働金庫）紋別分店
- 北見信用金庫紋別分店（舊：紋別信用金庫總店）
- 遠輕信用金庫紋別分店
- 北洋銀行紋別分店
- 北海道銀行紋別分店
- 鄂霍次克玫瑰農業協同組合（JA鄂霍次克玫瑰）本所
- 紋別漁業協同組合
- 紋別公園 - 車站西北方約1.5公里[3]。該處設有觀景台和鄉土博物館等設施[6]。
- 弁天岬[6]
- 紋別山 - 車站西南方約3.5公里[3]。

## 車站遺址再開發

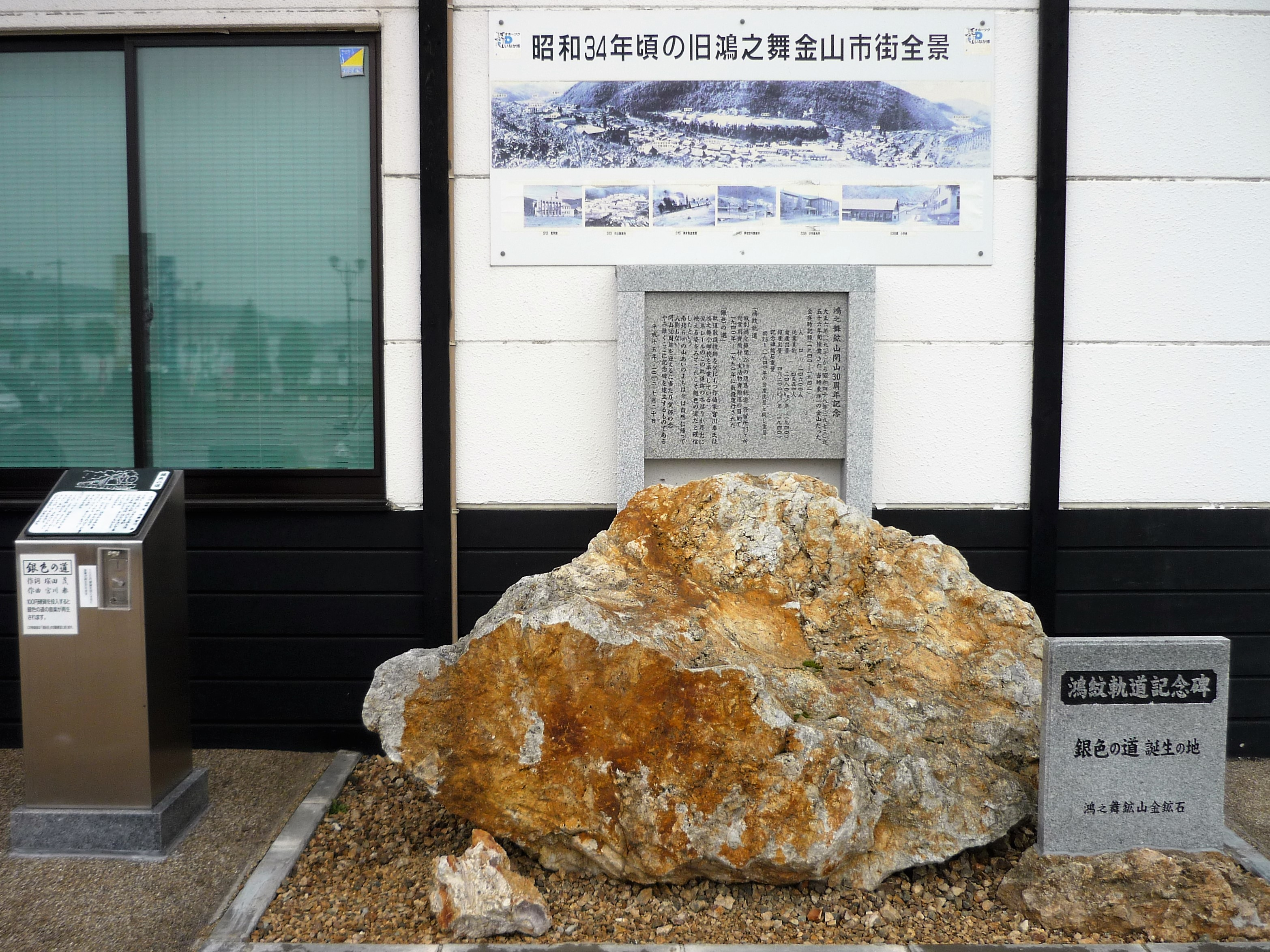
鴻紋軌道紀念碑

在車站廢除後，車站大樓變成了JR紋別旅遊中心，繼續設有櫃臺服務。在夏季的旅遊旺季，車站周邊的商業公司會組成紋別朝市運營協議會，並於車站停車場和月台舉行了觀光朝市，名為「加林科朝市」。在1990年，紋別市發表在車站遺址進行再開發項目，計劃建設大型購物中心和巴士總站。在翌年1991年，通商產業省指定項目為北海道第一個商業項目。項目中成立了第三部門公司「紋別新城市開發公社」。
在車站遺蹟南方鐵路遺址，紋別市建設了市道「紀念館通線」。在1995年，建立了紀念碑和設置了機車車輪。在同年7月，紋別市交流中心開幕，該處設有巴士總站。但是購物中心計劃佔用了車站遺址大部分用地，加上在日本泡沫經濟後，經濟低迷和前景不佳使項目未能進行，市最後在1998年決定停止項目。
後來，購物中心的替代設施鄂霍次克冰冠之站於2003年開幕，成為了購物中心的替代方案。設施正面設置了鴻紋軌道的紀念碑，揭幕儀式邀請了作曲家宮川泰（宮川泰為了鴻紋軌道創作主題曲《銀色之道》。

### 紋別市交流中心

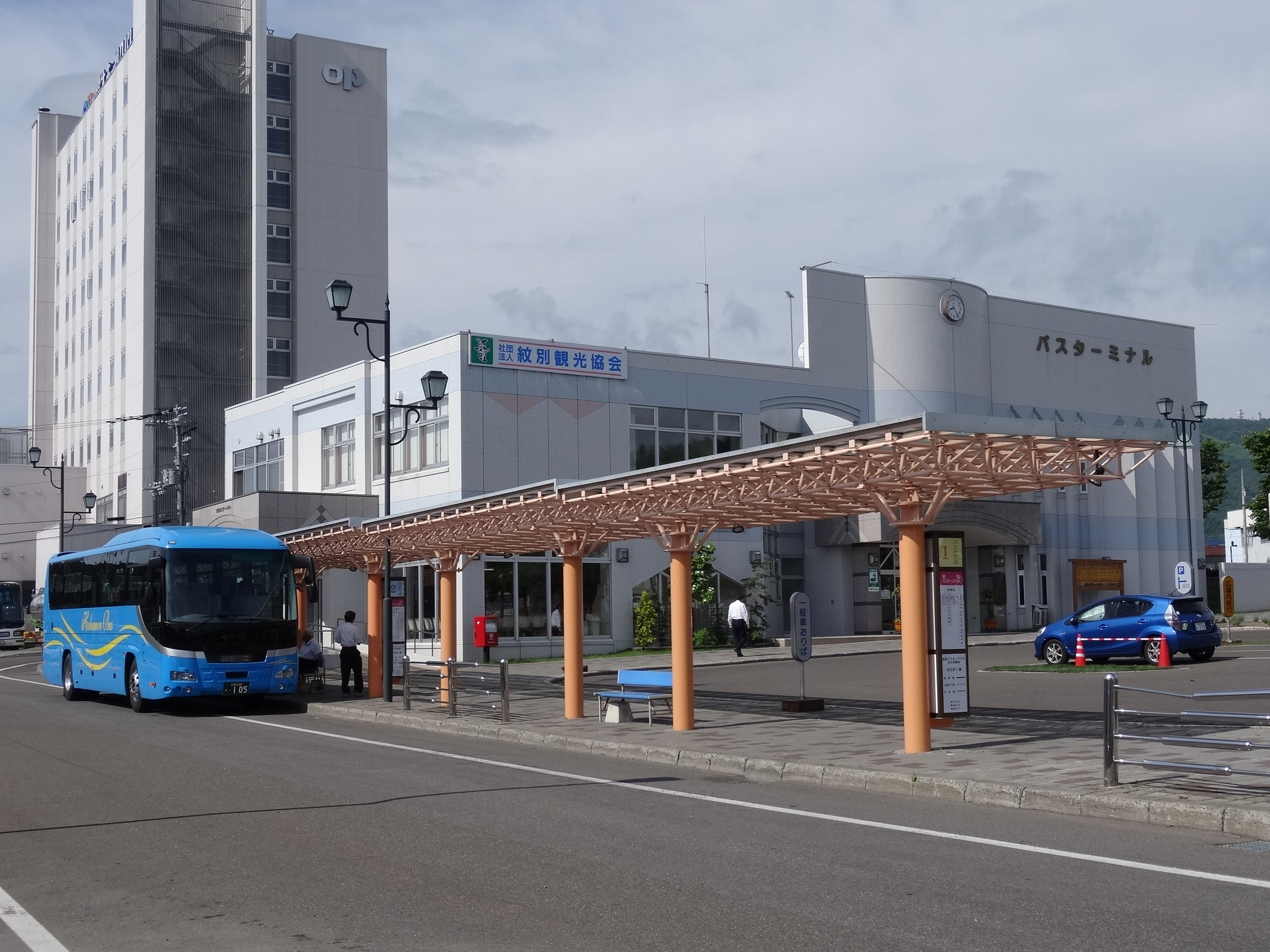
紋別市交流中心

紋別市交流中心內設有巴士總站。該處設有道北巴士的詢問處（可預約購買前往旭川、札幌方向的車票）、紋別旅行（「Heartful Tour」紋別旅行店）（該處設有MARS系統，可購買前往札幌、旭川方向的JR車票）、北紋巴士售票處。二樓設有紋別觀光協會和紋別振興公社辦公室。
- 北紋巴士
  - 遠輕方向（與北海道北見巴士（日语：北海道北見バス）聯營，名寄本線廢除替代巴士）
  - 公住前、上藻別站遞方向
  - 紋別機場方向
  - 海洋交流館前方向（冬季行走）
  - 高速流冰紋別號、特急鄂霍次克號 旭川站前、札幌方向（道北巴士（日语：道北バス）、北海道中央巴士（日语：北海道中央バス）、JR北海道巴士聯營）
  - 紋別高校（日语：北海道紋別高等学校）前、新生方向
  - 興部、雄武方向（名寄本線、興濱南線廢除替代巴士）
  - 上渚滑、瀧上方向（渚滑線廢除替代巴士）
  - 紋別市內線北循環
  - 紋別市內線南循環

## 相鄰車站
北海道旅客鐵道（JR北海道）
名寄本線
潮見町－紋別－元紋別

## 注腳
1. ↑  國土地理院1948年4月美軍航空相片 USA-R254-No2-52，1693dpi。
2. ↑  日本国有鉄道旭川鉄道管理局 (编). . 1987-03 （日语）.
3. 1 2 3 4 5 6 7 8 9 10 11  宮脇俊三 (编). . 原田勝正. 小學館. 1983-07: 211. ISBN 978-4093951012 （日语）.
4. ↑  工藤裕之. . 北海道新聞社. 2011-12: 124,130,134. ISBN 978-4894536197 （日语）.
5. 1 2  太田幸夫. . 富士Comtem. 2004-02: 187. ISBN 978-4893915498 （日语）.
6. 1 2 3 4 5 6  . 地勢堂. 1980-03: 35 （日语）.
7. ↑  「新鮮な海産物で紋別観光の目玉作り－紋別朝市運営協議会会長　長尾正芳氏」北海道新聞朝刊全道版，1989年7月20日付
8. ↑  「旧紋別駅跡に複合店舗、第３セクターが発足」北海道新聞朝刊全道版、1991年5月20日付
9. ↑  「バスターミナル好評　紋別市の交流センター　第一号便が出発」北海道新聞夕刊北見版，1995年7月3日付
10. ↑  「漂流するマチ　長大四線廃止から10年・1」北海道新聞朝刊全道版，1999年8月29日付
11. ↑  「中心市街再生へ　海鮮＋入浴施設　『氷紋の駅』が開業　紋別」北海道新聞朝刊全道版，2003年4月29日付
12. ↑  「『銀色の道』記念碑除幕　1966年のヒット曲　ルーツの紋別・鴻之舞　作曲の宮川さん　感慨『込み上げた』」北海道新聞朝刊全道版，2003年7月21日付

## 外部連結
- 紋別停車場站內遠景（圖片右下方）　大正-昭和初期 （页面存档备份，存于）（日語） - 北海道立圖書館北方資料數碼圖書館（第9頁）